# Юність генія
«Юність генія» — радянський художній фільм 1982 року, знятий режисером Ельйором Ішмухамедовим на кіностудіях «Узбекфільм» та «Таджикфільм».

## Сюжет
Романтичною та бурхливою, сповненою праць, небезпек і нездоланної спраги пізнання була юність Ал-Хусейна ібн Абдаллах ібн Ал-Хасана ібн Алі ібн Сіна, який стане відомий усьому світу під ім'ям Авіценни — великого медика, вченого та просвітителя X—XI ст. Дія фільму відбувається у стародавній Бухарі на рубежі тисячоліть.

## У ролях
- Бахтіяр Закіров — Хусейн (Авіценна)
- Фуркат Файзієв — маленький Хусейн
- Ато Мухамеджанов — емір Бухари (озвучив Армен Джигарханян)
- Рано Кубаєва — Айана
- Батир Закіров — Абдаллах, батько Хусейна
- Вітаутас Томкус — Ібн-Анастас, лікар
- Василь Чхаїдзе — Натілі, вчитель Хусейна
- Джуна — Юна, цілителька з Ассирії
- Галдан Ленхобоєв — старий лікар (озвучив Костянтин Тиртов)
- Матякуб Матчанов — Бін-Сафар
- Шухрат Іргашев — правовірний
- Джанік Файзієв — Імаро, придворний поет
- Леонард Бабаханов — візир еміра
- Лейла Гаптелханова — маленька Айана
- Мурад Раджабов — Фаїк, нукер Махмуда Газневі
- Джавланбек Гафурбеков — волоцюга шпигун
- Хамза Умаров — епізод
- Набі Рахімов — старий в поселінні, на батьківщині Хусейна
- Пулат Саїдкасимов
- Тимур Юсупов — Хусейн-підліток
- Мухаммаджан Рахімов — брат Хусейна
- Махмуд Ісмаїлов — епізод
- Джавлон Хамраєв — старий жрець
- Сагді Табібуллаєв — епізод
- Султан Ахмедов — епізод
- Ірада Алієва — епізод
- Іногам Адилов — Кадир
- Мухаммаджон Холматов — епізод
- Джаксилик Давлетов — епізод
- Максуд Мансуров — один із візирів еміра Бухари
- Костянтин Бутаєв — епізод
- Рустам Уразаєв — епізод
- Туйчі Аріпов — епізод
- Отабек Ганієв — нукер
- Дільноз Расулова — Хусейн-малюк

## Знімальна група
- Режисер — Ельйор Ішмухамедов
- Сценаристи — Одельша Агішев, Ельйор Ішмухамедов
- Оператор — Тетяна Логінова
- Композитор — Едуард Артем'єв
- Художник — Емонуель Калонтаров